# Xystrocera abrupta
Xystrocera abrupta är en skalbaggsart som beskrevs av Aurivillius 1908. Xystrocera abrupta ingår i släktet Xystrocera och familjen långhorningar.
Artens utbredningsområde är Angola. Inga underarter finns listade i Catalogue of Life.